# チョウバエ
チョウバエ（蝶蝿）とは、双翅目・長角亜目・チョウバエ科 (Psychodidae) に属する昆虫の総称。

## 身体的特徴
系統的にはハエよりもユスリカやカなどに近い昆虫で、成虫の触角が3節だけからなる狭義のハエと異なり、チョウバエの成虫の触角は多数の節からなる。また、幼虫（ウジ）には発達した頭蓋があるが、成虫では頭蓋が退化して外見から頭部の存在が認めがたい。汚水槽の配管などを通じて、油脂の床洗浄を行わない料理店の厨房など、ゴキブリが寄り付かなくなった場所でも発生するため、最後の害虫と呼ばれることがある。
成虫は翅や全身が剛毛や鱗毛で覆われ、静止時に翅を広げたり屋根型に畳んだりする姿勢はむしろガに似ているため、英語では "moth fly"、ドイツ語では "Schmetterlingsmücken" と呼ばれる。ドイツ語の "Schmetterling" は日本語のチョウとガの両方を含む概念であるが、一般的にチョウと訳される慣行のため、このドイツ語の日本語訳からチョウバエ（蝶蝿）の名がついた。

## 生態
多くの種は幼虫が湿地や池沼などの水際で藻類やデトリタスを摂取して育ち、目立たない生活を送っているが、限られた一部の種は人家の浴室や台所の排水周り、下水管などで有機物が蓄積し、微生物が繁殖してヘドロ状になった部分に生息し、時に大発生することがある。そのため衛生害虫および不快害虫として問題になる。トイレに多く発生することから俗称で「便所バエ」などとも呼ばれることもある。幼虫は細長く両端が細くなった形をしている。見かけはボウフラとウジの中間くらいで、黒っぽい色をしている。
日本の家庭では、体長 4 mm 程度の灰黒色で大きな翅がハート型に見えるオオチョウバエ Clogmia albipunctatus (Williston, 1893) と、体長 1 mm 程度で翅を屋根型に畳むホシチョウバエ Tinearia alternata (Say, 1824) の 2 種がこうした人家生息種である。
日本産のチョウバエには吸血性は知られていないがアジア、アフリカ、中南米の熱帯地域に分布するサシチョウバエ類は吸血性でリーシュマニア症などの感染症を媒介する。